# Flashing Lights
«Flashing Lights» es una canción del artista de rap Kanye West. Fue lanzado el 22 de noviembre de 2007, como el cuarto sencillo de su tercer álbum de estudio, Graduation. La canción fue coproducido por Eric Hudson y características de R&B cantante Dwele así como voces adicionales proporcionados por Connie Mitchell de Sneaky Sound System, La canción es usada en el videojuego Grand Theft Auto IV.

## Video musical
Se realizaron tres versiones separadas. El video fue codirigido por Spike Jonze, junto con el mismo West y producida por Jonathan Becker y Joshua Greenberg de Bucks Boys Productions. Filmado enteramente en cámara lenta, el video comienza con un Ford Mustang Bullitt rodando sobre la pantalla y deteniéndose al atardecer en el desierto fuera de Las Vegas, Nevada. A medida que las brillantes, luces traseras rojas se apagan, la canción irrumpe en su estribillo titular y la modelo de Playboy Rita G. sale del vehículo vestida con una peluca, abrigo de piel y gafas de sol grandes. Caminando una distancia lejos del coche, ella se desnuda hasta su lencería y enciende sus ropas en llamas.

## Lista de canciones
Descarga digital
1. «Flashing Lights» – 3:57

Sencillo CD (Reino Unido)
1. «Flashing Lights» – 3:57
2. «Stronger» (Andrew Dawson remix) – 4:45

Sencillo 12" (Reino Unido)
1. «Flashing Lights» – 3:57
2. «Flashing Lights» (Instrumental) – 3:57
3. «Stronger» (Andrew Dawson remix) – 4:45

## Posicionamiento en listas
| Listas (2007-08)                   | Mejor posición |
| ---------------------------------- | -------------- |
| Australian Singles Chart           | 82             |
| Belgium Singles Chart (Flanders)   | 5              |
| Belgium Singles Chart (Wallonia)   | 19             |
| Canadian Hot 100                   | 54             |
| European Hot 100 Singles           | 84             |
| Irish Singles Chart                | 21             |
| UK Singles Chart                   | 29             |
| US Billboard Hot 100               | 29             |
| US Billboard Hot R&B/Hip-Hop Songs | 12             |
| US Billboard Hot Rap Songs         | 2              |
| US Billboard Pop 100               | 40             |